# Maruosa
Maruosa, né à Saka, est un musicien de breakcore et cybergrind japonais. Il vit actuellement à Tōkyō. 

## Biographie
Maruosa commence sa carrière musicale en fondant son propre label indépendant Rendarec en 1999, ce qui lui permet de sortir son premier album Exercises And Hell, album extrême, mélangeant ses propres cris a une musique qui pourrait être qualifiée de speedcore ou breakcore, par la suite il sort des morceaux sur différentes compilations, et fait également des sorties vinyles, il tourne en Europe et aux USA depuis 2003, il fait également partie du duo Deathstorm avec Bong-Ra, et sort deux EP We are Deathstorm en 2008, et Bringers of the Apocalypse en 2009. Plusieurs de ses clips sont réalisés par l'artiste japonais Sekintani dans un style gore. En février 2011 doit sortir l'album Exstream comprenant neuf pistes et cinq vidéoclips.
Maruosa a joué dans de nombreux festivals à l'international comme le CTM en Allemagne, le Glade Festival au Royaume-Uni, Sónar en  Espagne, Roskilde au Danemark, au Supersonic Festival au Royaume-Uni, This Is Not Art/Electrofringe en Australie, SXSW aux États-Unis, au GOGBOT aux Pays-Bas, et au Lausanne Underground Film and Music Festival en Suisse. En 2009, il participe au festival Japanese Experience en France.

## Discographie

### Apparitions
- 2002 : Swimsuit Squad (Murder Yacht School) CD
- 2003 : J-pop terrorizm (Ihihi) CD
- 2003 : G2 Compilation CD (G2 PRODUCT) CD
- 2003 : SPICE by Punquestion (M.O.P. Recordings) CD
- 2004 : Hard Marchan in Osaka (Nazna Oiran Inc) CD
- 2005 : Tsunbosajiki (Rendarec) CD
- 2006 : MCP2005gb (Ihihi) CD
- 2006 : Romz 4th Anniversary Limited CD (Romz) CD
- 2006 : Misono Days (Studio Warp) Book+CD
- 2006 : Tough Titties (Goulburn Poultry Fanciers Society) CD
- 2007 : CTM.07 Audio Compilation (rx:tx) CD
- 2007 : MIDI_sai Hit Parade (Midiskee Record) CD
- 2007 : Can Buy Me Love IV (Digital Vomit) 2xCD
- 2007 : Statement of Intent (Noize:tek Recordings) CD
- 2008 : Osaka Invasion MixCD (De-fragment) MIX CD
- 2008 : Osaka Invasion Sampler CD (De-fragment) CD

### Remixes
- 2006 : Watermelon Dude Zone / Germlin (Megapixxels) CDR
- 2009 : Black Long Hair Nice Wah Pedal / gagakirize (Teenage Riot) CD
- 2011 : Edge of Chaos reconstruction/Live&Remixxx / Wrench (Blues Interactions) CD